# StudiVZ
StudiVZ提供類似高校和大學校園的社區網站，總部設在柏林，2009年9月在德國，瑞士和奧地利已擁有1500萬名會員。

## 歷史
該網站成立於2005年10月，由兩名學生Ehssan Dariani (CEO) 和 Dennis Bemmann所主導。另一個版本名為SchülerVZ 推出，用於主推高中生。
2007年1月，StudiVZ被出售給一個德國集團，格奧爾格馮霍爾茨布林克出版集團（霍尔茨布林克出版集团）。2008年2月，又有一個非學生版的meinVZ推出。
Facebook起诉StudiVZ抄襲，並要求賠償。 

## 功能
StudiVZ 為使用者提供多種功能。學生們能夠保持和維護個人網頁包含的信息對他們的姓名，年齡，學習科目、興趣、課程。他們可以選擇上傳照片。通過搜索功能，可以找到以前的同學、同學們，學習夥伴或具有相同利益的人。

## 批評
最常見的批評，該網站是其強大的相似性Facebook。 Dariani承認，他的網站是基於Facebook上。
2007年2月，有駭客闖入StudiVZ，偷走大量檔案，包括密碼和電子郵件地址。因此，擁有密碼的所有成員都必須重新設置。

## 外部連結
- （德文） studivz.net（页面存档备份，存于） Official website
- （英文） meinvz.net（页面存档备份，存于） English variation